# Tour du Haut-Var 1993
Il Tour du Haut-Var 1993, venticinquesima edizione della corsa e valida come evento del circuito UCI categoria 1.2, si svolse il 20 febbraio 1993, su un percorso di circa 199 km. Fu vinto dal francese Thierry Claveyrolat che terminò la gara con il tempo di 5h28'27", alla media di 36,353 km/h.
Al traguardo 56 ciclisti portarono a termine il percorso.

## Ordine d'arrivo (Top 10)
| Pos. | Corridore           | Squadra       | Tempo    |
| ---- | ------------------- | ------------- | -------- |
| 1    | Thierry Claveyrolat | GAN           | 5h28'27" |
| 2    | Fabian Jeker        | Castorama     | a 3'58"  |
| 3    | Gérard Guazzini     | Chazal        | a 4'59"  |
| 4    | Johan Museeuw       | GB-MG Maglif. | a 5'14"  |
| 5    | Jo Planckaert       | Novemail      | s.t.     |
| 6    | Thierry Gouvenou    | GAN           | s.t.     |
| 7    | François Simon      | Castorama     | s.t.     |
| 8    | Kai Hundertmarck    | Motorola      | s.t.     |
| 9    | Marc Sergeant       | Novemail      | s.t.     |
| 10   | Peter Farazijn      | Lotto         | s.t.     |